# Arctagrostis
Genre
Classification APG III (2009)
Arctagrostis est un genre végétal de la famille des Poaceae.

## Liste d'espèces
Selon World Checklist of Selected Plant Families (WCSP) (29 nov. 2011) :
- Arctagrostis arundinacea (Trin.) Beal (1896)
- Arctagrostis latifolia (R.Br.) Griseb. (1852)